# Barrages des éliminatoires de la zone Europe de la Coupe du monde de football 2022
Les barrages des éliminatoires pour la Coupe du monde de football 2022 concernent douze équipes de la zone Europe des éliminatoires. Ils permettront de déterminer les trois dernières équipes européennes qualifiées pour la Coupe du monde 2022 au Qatar. Les dix deuxièmes des groupes du premier tour de l'UEFA sont qualifiés pour ces barrages, ainsi que deux vainqueurs de groupe de la Ligue des nations de l'UEFA 2020-2021. Les matchs ont lieu en mars 2022. Parmi les barragistes, se trouvent le Portugal, champion d'Europe 2016, ainsi que l'Italie, quadruple championne du monde et championne d'Europe en 2021, laquelle est éliminée à domicile par la Macédoine du Nord et manque la phase finale pour la deuxième fois consécutive.  
Le 28 février, à la suite de l'invasion de l'Ukraine par la Russie, l'UEFA et la FIFA suspendent les clubs russes et l'équipe nationale de toute compétition « jusqu'à nouvel ordre »,, ce qui annule de facto la participation de la Russie aux barrages, et par conséquent au Mondial qatari. Engagés dans la même partie de tableau de ces barrages (voie B), la Pologne, la Suède et la Tchéquie avaient déjà manifesté leur refus de jouer contre la Russie.  
En mars, la Pologne et le Portugal, respectivement vainqueurs de la Suède et de la Macédoine du nord, remportent leurs finales de barrage et se qualifient pour le mondial qatari. Le dénouement dans la voie de qualification "A" est retardé par l'invasion russe en Ukraine. Alors que le Pays de Galles atteint  la finale, le match pour l'affronter se solde en juin par l'élimination de l'Écosse par l'Ukraine. Cette dernière équipe est ensuite battue au Pays de Galles, la nation britannique devenant la trentième formation à gagner son billet pour la Coupe du monde.   

## Format
Le format de qualification a été confirmé par le Comité exécutif de l'UEFA lors de sa réunion à Nyon en Suisse, le 4 décembre 2019. La constitution du tableau des barrages dépendra en partie des résultats de la Ligue des nations de l'UEFA 2020-2021, bien que dans une moindre mesure que les barrages des Éliminatoires du Championnat d'Europe de football 2020.
Les barrages se disputent sur deux tours. Les douze équipes sont réparties en trois voies (ou groupes) de quatre équipes. Les quatre équipes au sein de chacune des trois voies se rencontrent en match simple à élimination directe, soit deux « demi-finales » (24 et 25 mars) suivies d'une « finale » (28 et 29 mars 2022). Le vainqueur de la finale dans chaque voie de barrages est alors qualifié pour la Coupe du monde de football 2022 au Qatar. Les  « demi-finales » sont jouées sur le terrain des six meilleurs deuxièmes de groupe du tour principal de qualification, tandis que l'hôte de chacune des trois « finales » est déterminé par tirage au sort. En cas d'égalité à la fin du temps règlementaire, une prolongation de trente minutes est disputée durant laquelle chaque équipe est autorisée à faire un quatrième changement de joueur. Si les deux équipes sont toujours à égalité à l'issue de la prolongation, une séance de tirs au but permet alors de les départager. À la suite de l'approbation du Comité exécutif de l'UEFA en décembre 2019, l'utilisation du système de l'arbitrage vidéo a été approuvée pour l'ensemble du tournoi de qualification pour la Coupe du monde.

## Équipes qualifiées

### Deuxièmes de groupe de qualification pour la Coupe du monde
Les deuxièmes de groupe du premier tour de l'UEFA sont au nombre de dix et sont tous qualifiés pour les barrages. Un classement comparatif des résultats obtenus par les équipes concernées dans leur groupe respectif permet de désigner six têtes de série (les six premières équipes classées) avant le tirage au sort des barrages, prévu le 26 novembre à Zurich. Ces têtes de série ne peuvent donc pas se rencontrer avant les finales de barrages.
| Classement des deuxièmes de groupe | Classement des deuxièmes de groupe | Classement des deuxièmes de groupe | Classement des deuxièmes de groupe | Classement des deuxièmes de groupe | Classement des deuxièmes de groupe | Classement des deuxièmes de groupe | Classement des deuxièmes de groupe | Classement des deuxièmes de groupe | Classement des deuxièmes de groupe | Classement des deuxièmes de groupe |
| Rang                               | Nations                            | Gr.                                | Pts                                | MJ                                 | G                                  | N                                  | P                                  | Bp                                 | Bc                                 | Diff                               |
| ---------------------------------- | ---------------------------------- | ---------------------------------- | ---------------------------------- | ---------------------------------- | ---------------------------------- | ---------------------------------- | ---------------------------------- | ---------------------------------- | ---------------------------------- | ---------------------------------- |
| 1er                                | Portugal                           | A                                  | 17                                 | 8                                  | 5                                  | 2                                  | 1                                  | 17                                 | 6                                  | +11                                |
| 2e                                 | Écosse                             | F                                  | 17                                 | 8                                  | 5                                  | 2                                  | 1                                  | 14                                 | 7                                  | +7                                 |
| 3e                                 | Italie                             | C                                  | 16                                 | 8                                  | 4                                  | 4                                  | 0                                  | 13                                 | 2                                  | +11                                |
| 4e                                 | Russie                             | H                                  | 16                                 | 8                                  | 5                                  | 1                                  | 2                                  | 14                                 | 5                                  | +9                                 |
| 5e                                 | Suède                              | B                                  | 15                                 | 8                                  | 5                                  | 0                                  | 3                                  | 12                                 | 6                                  | +6                                 |
| 6e                                 | Pays de Galles                     | E                                  | 15                                 | 8                                  | 4                                  | 3                                  | 1                                  | 14                                 | 9                                  | +5                                 |
| 7e                                 | Turquie                            | G                                  | 15                                 | 8                                  | 4                                  | 3                                  | 1                                  | 18                                 | 16                                 | +2                                 |
| 8e                                 | Pologne                            | I                                  | 14                                 | 8                                  | 4                                  | 2                                  | 2                                  | 18                                 | 10                                 | +8                                 |
| 9e                                 | Macédoine du Nord                  | J                                  | 12                                 | 8                                  | 3                                  | 3                                  | 2                                  | 14                                 | 11                                 | +3                                 |
| 10e                                | Ukraine                            | D                                  | 12                                 | 8                                  | 2                                  | 6                                  | 0                                  | 11                                 | 8                                  | +3                                 |

Afin d'établir le classement comparatif des deuxièmes, seuls les résultats obtenus contre les équipes classées première, troisième, quatrième et cinquième du groupe sont pris en compte. En cas d'égalité de points au classement comparatif, les équipes sont départagées suivant :
1. la différence de buts,
2. le nombre de buts marqués,
3. le nombre de buts marqués à l'extérieur,
4. le nombre de victoires,
5. le nombre de victoires à l'extérieur,
6. le nombre de points disciplinaires (le plus faible),
7. la position dans la composition des ligues de la ligue des nations de l'UEFA 2020-2021

### Vainqueurs de groupe de la Ligue des nations
Sur la base du classement général de la Ligue des nations de l'UEFA 2020–2021, les deux meilleurs vainqueurs de groupe de la Ligue des Nations qui ont terminé en dehors des deux premières places de leur groupe de qualification accèdent aux barrages, aucune d'elles ne pouvant être désignée tête de série pour le tirage au sort.
Légende du classement
- Qualifié pour les barrages via la Ligue des nations

| Classement des premiers de groupe de la Ligue des nations 2020-2021 | Classement des premiers de groupe de la Ligue des nations 2020-2021 | Classement des premiers de groupe de la Ligue des nations 2020-2021 | Classement des premiers de groupe de la Ligue des nations 2020-2021 | Classement des premiers de groupe de la Ligue des nations 2020-2021 | Classement des premiers de groupe de la Ligue des nations 2020-2021 | Classement des premiers de groupe de la Ligue des nations 2020-2021 | Classement des premiers de groupe de la Ligue des nations 2020-2021 | Classement des premiers de groupe de la Ligue des nations 2020-2021 | Classement des premiers de groupe de la Ligue des nations 2020-2021 | Classement des premiers de groupe de la Ligue des nations 2020-2021 | Classement des premiers de groupe de la Ligue des nations 2020-2021 |
| Rang                                                                | Nation                                                              | Ligue                                                               | Gr.                                                                 | J                                                                   | G                                                                   | N                                                                   | P                                                                   | Pts                                                                 | Bp                                                                  | Bc                                                                  | Diff                                                                |
| ------------------------------------------------------------------- | ------------------------------------------------------------------- | ------------------------------------------------------------------- | ------------------------------------------------------------------- | ------------------------------------------------------------------- | ------------------------------------------------------------------- | ------------------------------------------------------------------- | ------------------------------------------------------------------- | ------------------------------------------------------------------- | ------------------------------------------------------------------- | ------------------------------------------------------------------- | ------------------------------------------------------------------- |
| 1re                                                                 | France                                                              | A                                                                   | 3                                                                   | 6                                                                   | 5                                                                   | 1                                                                   | 0                                                                   | 16                                                                  | 12                                                                  | 5                                                                   | +7                                                                  |
| 2e                                                                  | Espagne                                                             | A                                                                   | 4                                                                   | 6                                                                   | 3                                                                   | 2                                                                   | 1                                                                   | 11                                                                  | 13                                                                  | 3                                                                   | +10                                                                 |
| 3e                                                                  | Italie                                                              | A                                                                   | 1                                                                   | 6                                                                   | 3                                                                   | 3                                                                   | 0                                                                   | 12                                                                  | 7                                                                   | 2                                                                   | +5                                                                  |
| 4e                                                                  | Belgique                                                            | A                                                                   | 2                                                                   | 6                                                                   | 5                                                                   | 0                                                                   | 1                                                                   | 15                                                                  | 16                                                                  | 6                                                                   | +10                                                                 |
|                                                                     |                                                                     |                                                                     |                                                                     |                                                                     |                                                                     |                                                                     |                                                                     |                                                                     |                                                                     |                                                                     |                                                                     |
| 5e                                                                  | Pays de Galles                                                      | B                                                                   | 4                                                                   | 6                                                                   | 5                                                                   | 1                                                                   | 0                                                                   | 16                                                                  | 7                                                                   | 1                                                                   | +6                                                                  |
| 6e                                                                  | Autriche                                                            | B                                                                   | 1                                                                   | 6                                                                   | 4                                                                   | 1                                                                   | 1                                                                   | 13                                                                  | 9                                                                   | 6                                                                   | +3                                                                  |
| 7e                                                                  | Tchéquie                                                            | B                                                                   | 2                                                                   | 6                                                                   | 4                                                                   | 0                                                                   | 2                                                                   | 12                                                                  | 9                                                                   | 5                                                                   | +4                                                                  |
| 8e                                                                  | Hongrie                                                             | B                                                                   | 3                                                                   | 6                                                                   | 3                                                                   | 2                                                                   | 1                                                                   | 11                                                                  | 7                                                                   | 4                                                                   | +3                                                                  |
|                                                                     |                                                                     |                                                                     |                                                                     |                                                                     |                                                                     |                                                                     |                                                                     |                                                                     |                                                                     |                                                                     |                                                                     |
| 9e                                                                  | Slovénie                                                            | C                                                                   | 3                                                                   | 6                                                                   | 4                                                                   | 2                                                                   | 0                                                                   | 14                                                                  | 8                                                                   | 1                                                                   | +7                                                                  |
| 10e                                                                 | Monténégro                                                          | C                                                                   | 1                                                                   | 6                                                                   | 4                                                                   | 1                                                                   | 1                                                                   | 13                                                                  | 10                                                                  | 2                                                                   | +8                                                                  |
| 11e                                                                 | Albanie                                                             | C                                                                   | 4                                                                   | 6                                                                   | 3                                                                   | 2                                                                   | 1                                                                   | 11                                                                  | 8                                                                   | 4                                                                   | +4                                                                  |
| 12e                                                                 | Arménie                                                             | C                                                                   | 2                                                                   | 6                                                                   | 3                                                                   | 2                                                                   | 1                                                                   | 11                                                                  | 9                                                                   | 6                                                                   | +3                                                                  |
|                                                                     |                                                                     |                                                                     |                                                                     |                                                                     |                                                                     |                                                                     |                                                                     |                                                                     |                                                                     |                                                                     |                                                                     |
| 13e                                                                 | Gibraltar                                                           | D                                                                   | 2                                                                   | 4                                                                   | 2                                                                   | 2                                                                   | 0                                                                   | 8                                                                   | 3                                                                   | 1                                                                   | +2                                                                  |
| 14e                                                                 | Îles Féroé                                                          | D                                                                   | 1                                                                   | 4                                                                   | 1                                                                   | 3                                                                   | 0                                                                   | 6                                                                   | 6                                                                   | 5                                                                   | +1                                                                  |

## Tableau des barrages
Voie A
|  | Demi-finale            | Demi-finale           | Demi-finale           | Demi-finale           |                |                | Finale               | Finale               | Finale               | Finale               |
|  |                        |                       |                       |                       |                |                |                      |                      |                      |                      |
|  | 24 mars 2022, Cardiff  | 24 mars 2022, Cardiff | 24 mars 2022, Cardiff | 24 mars 2022, Cardiff |                |                | 5 juin 2022, Cardiff | 5 juin 2022, Cardiff | 5 juin 2022, Cardiff | 5 juin 2022, Cardiff |
|  | Pays de Galles         | Pays de Galles        | 2                     | 2                     |                |                | 5 juin 2022, Cardiff | 5 juin 2022, Cardiff | 5 juin 2022, Cardiff | 5 juin 2022, Cardiff |
|  | Pays de Galles         | Pays de Galles        | 2                     | 2                     |                |                | 5 juin 2022, Cardiff | 5 juin 2022, Cardiff | 5 juin 2022, Cardiff | 5 juin 2022, Cardiff |
|  | Autriche               | Autriche              | 1                     | 1                     |                |                | 5 juin 2022, Cardiff | 5 juin 2022, Cardiff | 5 juin 2022, Cardiff | 5 juin 2022, Cardiff |
|  | Autriche               | Autriche              | 1                     | 1                     | Pays de Galles | Pays de Galles | 1                    | 1                    |                      |                      |
|  | 1er juin 2022, Glasgow |                       |                       |                       | Pays de Galles | Pays de Galles | 1                    | 1                    |                      |                      |
|  |                        |                       | Ukraine               | Ukraine               | 0              | 0              |                      |                      |                      |                      |
|  | Écosse                 | Écosse                | Ukraine               | Ukraine               | 0              | 0              | 1                    | 1                    |                      |                      |
|  | Écosse                 | Écosse                |                       |                       |                |                |                      | 1                    |                      |                      |
|  | Ukraine                | Ukraine               | 3                     | 3                     |                |                |                      |                      |                      |                      |
|  | Ukraine                | Ukraine               | 3                     | 3                     |                |                |                      |                      |                      |                      |

Voie B
|  | Demi-finale          | Demi-finale          | Demi-finale          | Demi-finale          |         |         | Finale                | Finale                | Finale                | Finale                |
|  |                      |                      |                      |                      |         |         |                       |                       |                       |                       |
|  | 24 mars 2022, Annulé | 24 mars 2022, Annulé | 24 mars 2022, Annulé | 24 mars 2022, Annulé |         |         | 29 mars 2022, Chorzów | 29 mars 2022, Chorzów | 29 mars 2022, Chorzów | 29 mars 2022, Chorzów |
|  | Russie               | Russie               | Dsq                  | Dsq                  |         |         | 29 mars 2022, Chorzów | 29 mars 2022, Chorzów | 29 mars 2022, Chorzów | 29 mars 2022, Chorzów |
|  | Russie               | Russie               | Dsq                  | Dsq                  |         |         | 29 mars 2022, Chorzów | 29 mars 2022, Chorzów | 29 mars 2022, Chorzów | 29 mars 2022, Chorzów |
|  | Pologne              | Pologne              | Q.                   | Q.                   |         |         | 29 mars 2022, Chorzów | 29 mars 2022, Chorzów | 29 mars 2022, Chorzów | 29 mars 2022, Chorzów |
|  | Pologne              | Pologne              | Q.                   | Q.                   | Pologne | Pologne | 2                     | 2                     |                       |                       |
|  | 24 mars 2022, Solna  |                      |                      |                      | Pologne | Pologne | 2                     | 2                     |                       |                       |
|  |                      |                      | Suède                | Suède                | 0       | 0       |                       |                       |                       |                       |
|  | Suède                | Suède                | Suède                | Suède                | 0       | 0       | 1 ap                  | 1 ap                  |                       |                       |
|  | Suède                | Suède                |                      |                      |         |         |                       | 1 ap                  |                       |                       |
|  | Tchéquie             | Tchéquie             | 0                    | 0                    |         |         |                       |                       |                       |                       |
|  | Tchéquie             | Tchéquie             | 0                    | 0                    |         |         |                       |                       |                       |                       |

Voie C
|  | Demi-finale           | Demi-finale         | Demi-finale         | Demi-finale         |          |          | Finale              | Finale              | Finale              | Finale              |
|  |                       |                     |                     |                     |          |          |                     |                     |                     |                     |
|  | 24 mars 2022, Porto   | 24 mars 2022, Porto | 24 mars 2022, Porto | 24 mars 2022, Porto |          |          | 29 mars 2022, Porto | 29 mars 2022, Porto | 29 mars 2022, Porto | 29 mars 2022, Porto |
|  | Portugal              | Portugal            | 3                   | 3                   |          |          | 29 mars 2022, Porto | 29 mars 2022, Porto | 29 mars 2022, Porto | 29 mars 2022, Porto |
|  | Portugal              | Portugal            | 3                   | 3                   |          |          | 29 mars 2022, Porto | 29 mars 2022, Porto | 29 mars 2022, Porto | 29 mars 2022, Porto |
|  | Turquie               | Turquie             | 1                   | 1                   |          |          | 29 mars 2022, Porto | 29 mars 2022, Porto | 29 mars 2022, Porto | 29 mars 2022, Porto |
|  | Turquie               | Turquie             | 1                   | 1                   | Portugal | Portugal | 2                   | 2                   |                     |                     |
|  | 24 mars 2022, Palerme |                     |                     |                     | Portugal | Portugal | 2                   | 2                   |                     |                     |
|  |                       |                     | Macédoine du Nord   | Macédoine du Nord   | 0        | 0        |                     |                     |                     |                     |
|  | Italie                | Italie              | Macédoine du Nord   | Macédoine du Nord   | 0        | 0        | 0                   | 0                   |                     |                     |
|  | Italie                | Italie              |                     |                     |          |          |                     | 0                   |                     |                     |
|  | Macédoine du Nord     | Macédoine du Nord   | 1                   | 1                   |          |          |                     |                     |                     |                     |
|  | Macédoine du Nord     | Macédoine du Nord   | 1                   | 1                   |          |          |                     |                     |                     |                     |

### Demi-finales
Voie A
| 24 mars 2022          | Pays de Galles | 2 - 1   | Autriche                     | Cardiff City Stadium, Cardiff                                                        |                                                                                      |
| 20h45 CET (19h45 WET) | Bale 25e 51e   | (1 - 0) | 65e (csc) Davies             | Spectateurs : 32 053 Arbitrage : Szymon Marciniak Arbitre vidéo : Tomasz Kwiatkowski | Spectateurs : 32 053 Arbitrage : Szymon Marciniak Arbitre vidéo : Tomasz Kwiatkowski |
| 20h45 CET (19h45 WET) | Wilson 60e     | Rapport | 24e Baumgartner · 88e Lainer | Spectateurs : 32 053 Arbitrage : Szymon Marciniak Arbitre vidéo : Tomasz Kwiatkowski | Spectateurs : 32 053 Arbitrage : Szymon Marciniak Arbitre vidéo : Tomasz Kwiatkowski |

| 1er juin 2022           | Écosse                 | 1 - 3   | Ukraine                                         | Hampden Park, Glasgow                                                          |                                                                                |
| 20h45 CEST (19h45 WEST) | McGregor 79e           | (0 - 1) | 33e Yarmolenko · 49e Yaremchuk · 90+5e Dovbyk   | Spectateurs : 49 772 Arbitrage : Danny Makkelie Arbitre vidéo : Pol van Boekel | Spectateurs : 49 772 Arbitrage : Danny Makkelie Arbitre vidéo : Pol van Boekel |
| 20h45 CEST (19h45 WEST) | Dykes 45e · McGinn 59e | Rapport | 5e Yaremchuk · 11e Malinovskyi · 84e Chaparenko | Spectateurs : 49 772 Arbitrage : Danny Makkelie Arbitre vidéo : Pol van Boekel | Spectateurs : 49 772 Arbitrage : Danny Makkelie Arbitre vidéo : Pol van Boekel |

Voie B
| Annulé | Russie | Dsq - Q. | Pologne |  |  |
|        |        |          |         |  |  |

| 24 mars 2022 | Suède                                                                    | 1 - 0 a. p. | Tchéquie                                         | Friends Arena, Solna                                                           |                                                                                |
| 20h45 CET    | Quaison 110e                                                             | (0 - 0)     |                                                  | Spectateurs : 48 628 Arbitrage : Michael Oliver Arbitre vidéo : Chris Kavanagh | Spectateurs : 48 628 Arbitrage : Michael Oliver Arbitre vidéo : Chris Kavanagh |
| 20h45 CET    | Nilsson 46e · Claesson 52e · Ekdal 60e · K. Olsson 103e · Karlström 115e | Rapport     | 68e Holeš · 71e Zima · 85e Souček · 90+3e Matějů | Spectateurs : 48 628 Arbitrage : Michael Oliver Arbitre vidéo : Chris Kavanagh | Spectateurs : 48 628 Arbitrage : Michael Oliver Arbitre vidéo : Chris Kavanagh |

Voie C
| 24 mars 2022          | Portugal                            | 3 - 1   | Turquie                                                | Stade du Dragon, Porto                                                      |                                                                             |
| 20h45 CET (19h45 WET) | Otávio 15e · Jota 42e · Nunes 90+4e | (2 - 0) | 65e Yılmaz                                             | Spectateurs : 48 010 Arbitrage : Daniel Siebert Arbitre vidéo : Marco Fritz | Spectateurs : 48 010 Arbitrage : Daniel Siebert Arbitre vidéo : Marco Fritz |
| 20h45 CET (19h45 WET) | Jota 35e · Moutinho 86e             | Rapport | 35e Çelik · 69e Çalhanoğlu · 76e Demiral · 90+6e Toköz | Spectateurs : 48 010 Arbitrage : Daniel Siebert Arbitre vidéo : Marco Fritz | Spectateurs : 48 010 Arbitrage : Daniel Siebert Arbitre vidéo : Marco Fritz |

| 24 mars 2022 | Italie | 0 - 1   | Macédoine du Nord | Stade Renzo-Barbera, Palerme                                                   |                                                                                |
| 20h45 CET    |        | (0 - 0) | 90+2e Trajkovski  | Spectateurs : 34 129 Arbitrage : Clément Turpin Arbitre vidéo : Jérôme Brisard | Spectateurs : 34 129 Arbitrage : Clément Turpin Arbitre vidéo : Jérôme Brisard |
| 20h45 CET    |        | Rapport | 80e Spirovski     | Spectateurs : 34 129 Arbitrage : Clément Turpin Arbitre vidéo : Jérôme Brisard | Spectateurs : 34 129 Arbitrage : Clément Turpin Arbitre vidéo : Jérôme Brisard |

### Finales
Voie A
| 5 juin 2022             | Pays de Galles       | 1 - 0   | Ukraine                      | Cardiff City Stadium, Cardiff                                         |                                                                       |
| 18h00 CEST (17h00 WEST) | Yarmolenko 34e (csc) | (1 - 0) |                              | Arbitrage : Antonio Mateu Lahoz Arbitre vidéo : Juan Martínez Munuera | Arbitrage : Antonio Mateu Lahoz Arbitre vidéo : Juan Martínez Munuera |
| 18h00 CEST (17h00 WEST) | Allen 3e · James 3e  | Rapport | 32e Mykolenko · 90+5e Mudryk | Arbitrage : Antonio Mateu Lahoz Arbitre vidéo : Juan Martínez Munuera | Arbitrage : Antonio Mateu Lahoz Arbitre vidéo : Juan Martínez Munuera |

Voie B
| 29 mars 2022 | Pologne                                                 | 2 - 0   | Suède                       | Stade de Silésie, Chorzów                                                           |                                                                                     |
| 20h45 CEST   | Lewandowski 49e (pen.) · Zieliński 73e                  | (0 - 0) |                             | Spectateurs : 54 078 Arbitrage : Daniele Orsato Arbitre vidéo : Massimiliano Irrati | Spectateurs : 54 078 Arbitrage : Daniele Orsato Arbitre vidéo : Massimiliano Irrati |
| 20h45 CEST   | Góralski 38e · Moder 52e · Lewandowski 77e · Bielik 81e | Rapport | 81e Isak · 90+2e Kulusevski | Spectateurs : 54 078 Arbitrage : Daniele Orsato Arbitre vidéo : Massimiliano Irrati | Spectateurs : 54 078 Arbitrage : Daniele Orsato Arbitre vidéo : Massimiliano Irrati |

Voie C
| 29 mars 2022            | Portugal          | 2 - 0   | Macédoine du Nord        | Stade du Dragon, Porto                                                         |                                                                                |
| 20h45 CEST (19h45 WEST) | Fernandes 32e 65e | (1 - 0) |                          | Spectateurs : 48 010 Arbitrage : Anthony Taylor Arbitre vidéo : Chris Kavanagh | Spectateurs : 48 010 Arbitrage : Anthony Taylor Arbitre vidéo : Chris Kavanagh |
| 20h45 CEST (19h45 WEST) | Cancelo 68e       | Rapport | 68e Musliu · 74e Alioski | Spectateurs : 48 010 Arbitrage : Anthony Taylor Arbitre vidéo : Chris Kavanagh | Spectateurs : 48 010 Arbitrage : Anthony Taylor Arbitre vidéo : Chris Kavanagh |